# Distrito de Narbona
El distrito de Narbona es un distrito (en francés arrondissement) de Francia, que se localiza en el departamento de Aude, de la región de Languedoc-Rosellón (en francés Languedoc-Roussillon). Cuenta con 9 cantones y 82 comunas.

## División territorial

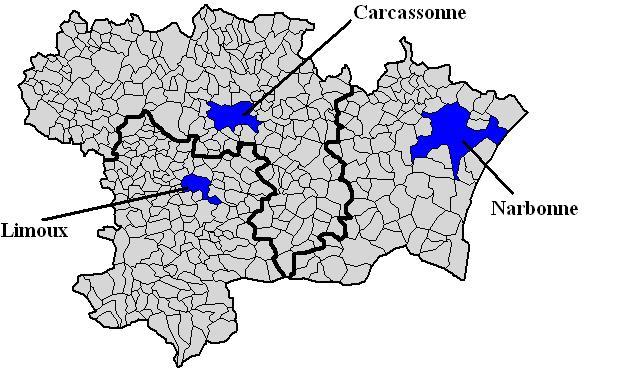
Los 3 distritos de Aude.

### Cantones
Los cantones del distrito de Narbona son:
1. Cantón de Coursan
2. Cantón de Durban-Corbières
3. Cantón de Ginestas
4. Cantón de Lézignan-Corbières
5. Cantón de Narbona-Este
6. Cantón de Narbona-Oeste
7. Cantón de Narbona-Sur
8. Cantón de Sigean
9. Cantón de Tuchan

### Comunas
| 1. Albas (11006)                       | 2. Argeliers (11012)                | 3. Argens-Minervois (11013)                | 4. Armissan (11014)                   |
| 5. Bages (11024)                       | 6. Bizanet (11040)                  | 7. Bize-Minervois (11041)                  | 8. Boutenac (11048)                   |
| 9. Camplong-d'Aude (11064)             | 10. Canet (11067)                   | 11. Cascastel-des-Corbières (11071)        | 12. Castelnau-d'Aude (11077)          |
| 13. Caves (11086)                      | 14. Conilhac-Corbières (11098)      | 15. Coursan (11106)                        | 16. Coustouge (11110)                 |
| 17. Cruscades (11111)                  | 18. Cucugnan (11113)                | 19. Cuxac-d'Aude (11116)                   | 20. Duilhac-sous-Peyrepertuse (11123) |
| 21. Durban-Corbières (11124)           | 22. Embres-et-Castelmaure (11125)   | 23. Escales (11126)                        | 24. Fabrezan (11132)                  |
| 25. Ferrals-les-Corbières (11140)      | 26. Feuilla (11143)                 | 27. Fitou (11144)                          | 28. Fleury (11145)                    |
| 29. Fontcouverte (11148)               | 30. Fontjoncouse (11152)            | 31. Fraissé-des-Corbières (11157)          | 32. Ginestas (11164)                  |
| 33. Gruissan (11170)                   | 34. Homps (11172)                   | 35. Jonquières (11176)                     | 36. Leucate (11202)                   |
| 37. Luc-sur-Orbieu (11210)             | 38. Lézignan-Corbières (11203)      | 39. Mailhac (11212)                        | 40. Maisons (11213)                   |
| 41. Marcorignan (11217)                | 42. Mirepeisset (11233)             | 43. Montbrun-des-Corbières (11241)         | 44. Montgaillard (11245)              |
| 45. Montredon-des-Corbières (11255)    | 46. Montséret (11256)               | 47. Moussan (11258)                        | 48. Narbonne (11262)                  |
| 49. Névian (11264)                     | 50. Ornaisons (11267)               | 51. Ouveillan (11269)                      | 52. Padern (11270)                    |
| 53. La Palme (11188)                   | 54. Paraza (11273)                  | 55. Paziols (11276)                        | 56. Peyriac-de-Mer (11285)            |
| 57. Port-la-Nouvelle (11266)           | 58. Portel-des-Corbières (11295)    | 59. Pouzols-Minervois (11296)              | 60. Quintillan (11305)                |
| 61. Raissac-d'Aude (11307)             | 62. Roquefort-des-Corbières (11322) | 63. Roubia (11324)                         | 64. Rouffiac-des-Corbières (11326)    |
| 65. Saint-André-de-Roquelongue (11332) | 66. Saint-Jean-de-Barrou (11345)    | 67. Saint-Laurent-de-la-Cabrerisse (11351) | 68. Saint-Marcel-sur-Aude (11353)     |
| 69. Saint-Nazaire-d'Aude (11360)       | 70. Sainte-Valière (11366)          | 71. Salles-d'Aude (11370)                  | 72. Sallèles-d'Aude (11369)           |
| 73. Sigean (11379)                     | 74. Thézan-des-Corbières (11390)    | 75. Tourouzelle (11393)                    | 76. Treilles (11398)                  |
| 77. Tuchan (11401)                     | 78. Ventenac-en-Minervois (11405)   | 79. Villedaigne (11421)                    | 80. Villeneuve-les-Corbières (11431)  |
| 81. Villesèque-des-Corbières (11436)   | 82. Vinassan (11441)                |                                            |                                       |